# Ducula rosacea
Il piccione imperiale testarosa (Ducula rosacea Temminck, 1836) è un uccello della famiglia dei Columbidi.

## Descrizione
Il piccione imperiale testarosa è lungo 39–44 cm e pesa 360-395 g. La colorazione generale è grigio rosato mentre le ali, le parti superiori sono grigio scuro, le ali hanno dei leggeri riflessi bluastri. L'iride è marrone scuro, la pelle attorno agli occhi è rossa, il becco grigio e le zampe rosse. I sessi sono simili.

## Biologia
La sua principale fonte di cibo è rappresentata dai frutti di ficus. Si raggruppa in stormi di 20 individui.

## Distribuzione e habitat
Il piccione imperiale testarosa è un tipico abitante delle zone di bassa quota raggiungendo talvolta i 1200 metri. Il suo habitat è costituito dalle foreste primarie, secondarie e aree coltivate rimanendo nella parte alta degli alberi. La sua ampia distribuzione include in genere le isole di piccole dimensioni e le zone costiere del mare di Giava e di Flores, Piccole Isole della Sonda e isolotti circostanti.

## Conservazione
La IUCN classifica D. rosacea come specie prossima alla minaccia.
Si tratta di una specie comune e non timorosa poiché si adatta anche nelle zone trasformate dall'uomo.